# Paurotarsus
Paurotarsus is een geslacht van rechtvleugeligen uit de familie doornsprinkhanen (Tetrigidae). De wetenschappelijke naam van dit geslacht is voor het eerst geldig gepubliceerd in 1900 door Hancock.

## Soorten
Het geslacht Paurotarsus omvat de volgende soorten:
- Paurotarsus insolitus Rehn, 1916
- Paurotarsus ruficornis Walker, 1871